# Beyond (serie de televisión)
Beyond es una serie de televisión de ciencia ficción y drama sobrenatural creada por Adam Nuffdorf. Fue anunciada por ABC Family en abril de 2015 y estrenó oficialmente el 2 de enero de 2017 a través de Freeform, mismo día que fue publicada toda la primera temporada por medio de la aplicación móvil del canal y Hulu. La serie sigue a Holden Matthews, un joven que despierta con poderes tras haber estado 12 años en coma, solo para encontrarse en un mundo completamente nuevo, en el que tendrá que adaptarse a su vida adulta y descubrir todo lo que ocurrió en los años que estuvo dormido. El elenco principal lo componen Burkely Duffield, Dilan Gwyn, Jeff Pierre, Jonathan Whitesell, Michael McGrady, y Romy Rosemont.
El 10 de enero de 2017, la serie fue renovada para una segunda temporada, la cual estrenó el 18 de enero de 2018. El 28 de marzo de 2018, Freeform anunció la cancelación oficial de la serie por sus bajos índices de audiencia.

## Argumento
Holden Matthews (Burkely Duffield) despierta de un coma que lo mantuvo dormido por 12 años y descubre que ahora ha obtenido poderes especiales. Confundido, tendrá que descubrir qué ocurrió durante esos años y al mismo tiempo, deberá adaptarse a un nuevo mundo que cambió drásticamente mientras estaba dormido. Sin embargo, su mayor reto será adaptarse a su vida adulta, pues solo era un niño cuando cayó en el coma, y al mismo tiempo, se verá envuelto en una gran conspiración y dudará de aquellos que lo rodean.

## Elenco y personajes
- Burkely Duffield como Holden Matthews.
- Dilan Gwyn como Willa Frost.
- Jordan Calloway como Kevin McArdle.
- Jonathan Whitesell como Luke Matthews, el hermano de Holden.
- Michael McGrady como Tom Matthews, el padre de Holden.
- Romy Rosemont como Diane Matthews, la madre de Holden.
- Jeff Pierre como Jeff McArdle.
- Eden Brolin como Charlie Singer.

### Recurrentes
- Erika Alexander como Tess Shoemacher.
- Peter Kelamis como el hombre de la chaqueta amarilla.
- Alex Diakun como Arthur.
- Toby Levins como el Sheriff Dayton.
- Chad Willett como el Pastor Ian.
- Kendall Cross como Mel.
- Patrick Sabongui como Daniel.
- Martin Donovan como Isaac Frost.
- Emilija Baranac como Jamie.

## Episodios

### Primera temporada (2017)
| N.º en serie | N.º en temp. | Título                         | Dirigido por       | Escrito por        | Fecha de emisión original | Audiencia (millones) |
| ------------ | ------------ | ------------------------------ | ------------------ | ------------------ | ------------------------- | -------------------- |
| 1            | 1            | «Pilot»                        | Lee Toland Krieger | Adam Nussdorf      | 2 de enero de 2017        | 1.18                 |
| 2            | 2            | «Tempus Fugit»                 | Steven A. Adelson  | Adam Nussdorf      | 2 de enero de 2017        | 1.07                 |
| 3            | 3            | «Ties That Bind»               | Steven A. Adelson  | Marc Dube          | 9 de enero de 2017        | 0.60                 |
| 4            | 4            | «The Man in the Yellow Jacket» | Sam Hill           | Sam Hill           | 16 de enero de 2017       | 0.51                 |
| 5            | 5            | «Fancy Meeting You Here»       | Nick Copus         | Jim Galasso        | 23 de enero de 2017       | 0.41                 |
| 6            | 6            | «Celeste»                      | Darnell Martin     | Mimi Won Techentin | 30 de enero de 2017       | 0.38                 |
| 7            | 7            | «The Hour of the Wolf»         | Nick Copus         | Ryan Mottesheard   | 6 de febrero de 2017      | 0.32                 |
| 8            | 8            | «Last Action Hero»             | Guy Norman Bee     | Elias Benavidez    | 13 de febrero de 2017     | 0.35                 |
| 9            | 9            | «Out of Darkness»              | Steven A. Adelson  | Adam Nussdorf      | 20 de febrero de 2017     | 0.38                 |
| 10           | 10           | «Into the Light»               | Steven A. Adelson  | Adam Nussdorf      | 27 de febrero de 2017     | 0.30                 |

### Segunda temporada (2018)
| N.º en serie | N.º en temp. | Título                         | Dirigido por      | Escrito por      | Fecha de emisión original | Audiencia (millones) |
| ------------ | ------------ | ------------------------------ | ----------------- | ---------------- | ------------------------- | -------------------- |
| 11           | 1            | «Two Zero One»                 | Steven A. Adelson | Adam Nussdorf    | 18 de enero de 2018       | 0.31                 |
| 12           | 2            | «Cheers, Bitch»                | Steven A. Adelson | Adam Nussdorf    | 18 de enero de 2018       | 0.15                 |
| 13           | 3            | «No Es Bueno»                  | Nick Copus        | Marc Dube        | 25 de enero de 2018       | 0.23                 |
| 14           | 4            | «Knock, Knock»                 | Vanessa Parise    | Nichole Beattie  | 1 de febrero de 2018      | 0.23                 |
| 15           | 5            | «Six Feet Deep»                | Nick Copus        | Ryan Mottesheard | 8 de febrero de 2018      | 0.25                 |
| 16           | 6            | «Bedposts»                     | Carol Banker      | Jim Galasso      | 15 de febrero de 2018     | 0.38                 |
| 17           | 7            | «Stir»                         | Dawn Wilkinson    | Hillary Benefiel | 1 de marzo de 2018        | 0.23                 |
| 18           | 8            | «I Scream, You Scream»         | Rick Bota         | David Eick       | 8 de marzo de 2018        | 0.15                 |
| 19           | 9            | «F.G.B.»                       | Steven A. Adelson | Adam Nussdorf    | 15 de marzo de 2018       | 0.24                 |
| 20           | 10           | «There's No Home for You Here» | Steven A. Adelson | Adam Nussdorf    | 22 de marzo de 2018       | 0.26                 |

## Antecedentes y producción
Debido a la renovación del canal que habría en enero de 2016, ABC Family comenzó a interesarse más por series que estuvieran dirigidas un público más amplio y no solamente a las familias. En abril de 2015, el vicepresidente del canal, Karey Burke, anunció que se había ordenado la realización de un episodio piloto para dos nuevas series, una llamada Guilt y otra llamada Beyond. En junio, se anunció elenco principal de esta última, que se constituiría de Burkely Duffield, Romy Rosemont, Michael McGrady, Jonathan Whitesell, Dilan Gwyn y Jeff Pierre, y las grabaciones del piloto comenzaron ese mismo mes. Posteriormente, en noviembre de ese año, el canal aceptó la serie y su producción comenzó en abril de 2016. En octubre de ese año, durante la Comic-Con de Nueva York, el presidente de Freeform, Tom Ascheim, dijo que la primera temporada de la serie sería publicada completa a través de la aplicación del canal y Hulu tras su estreno por televisión el 2 de enero de 2017, asegurando que esto sería un gran logro para la compañía: «Dos de las promesas que hemos hecho a nuestra audiencia fueron que crearíamos contenido que les gustara y lo haríamos fácilmente accesible. Beyond nos ha ayudado a cumplir ambas cosas. Al mismo tiempo que modernizamos nuestro nombre, modernizamos la manera en que llegamos a nuestra audiencia».

## Recepción

### Comentarios de la crítica
En general, Beyond recibió críticas mixtas de parte de los especialistas. En el sitio Rotten Tomatoes, tuvo la aprobación del 50% basándose en 10 análisis profesionales, mientras que en Metacritic acumuló 48 puntos sobre 100 basándose en 4. Maureen Ryan de la revista Variety escribió una reseña negativa de la serie diciendo que falla en crear una atmósfera de suspense que llame la atención del espectador, además de contar con diálogos «aburridos». Asimismo, mencionó que la trama conspirativa es «tediosa» y los flashbacks de Holden son «frustrantes». Kaitlin Thomas de TV.com coincidió con los comentarios y sostuvo que Beyond no genera un impacto real en el televidente dado el terrible guion y las pésimas actuaciones. Neil Genzlinger de The New York Times expresó que a pesar de que la serie tiene un buen equipo y una buena premisa, su mal desarrollo hace que sea «ordinaria», con personajes poco carismáticos y falta de lógica. El crítico Roger Catlin dijo que la sobreactuación y la trama débil hacen que sea imposible ver la serie. Rob Lowman de Los Angeles Daily News también criticó estos aspectos y agregó que la premisa no es nada innovadora, además que numerosos elementos no se desarrollan apropiadamente.
No obstante, Heather Mason de IGN publicó una crítica positiva donde aseguró que visualmente es llamativa y que sobrelleva bien la trama, dándole una calificación de 7.5 puntos sobre 10. Igualmente, Ed Bark de Unclebarky escribió que aunque los primeros cuatro episodios requieren cierta paciencia, la serie va construyendo un escenario lo bastante intrigante para el espectador. Amanda Joyce de Blasting News le dio tres estrellas de cinco y sostuvo que es intrigante y prometedora. John Kubicek de BuddyTV expresó que uno de los principales problemas de la serie son sus historias paralelas, que se tornan confusas y hacen tedioso el avance y el desarrollo de los elementos. Sin embargo, mencionó que mientras más avanza, se vuelve adictiva y mejora considerablemente. Elizabeth Rayne de Den of Geek afirmó que la serie es intrigante y uno de sus puntos más fuertes es que hace dudar al espectador sobre todo lo que creía.

### Audiencia
El 2 de enero de 2017, la serie tuvo un doble estreno por Freeform. El primer episodio, el cual se emitió a las 9:00 p. m., atrajo 1.18 millones de televidentes en los Estados Unidos y tuvo una cuota de pantalla de 0.3 puntos, mientras que el segundo, el cual se transmitió a las 10:00 p. m., tuvo 1.07 millones en audiencia y 0.3 puntos de cuota de pantalla. Con ello, fue el segundo programa más visto de Freeform esa noche, detrás de Shadowhunters, e igualmente, marcó el mayor rango de audiencia alcanzado por una serie dramática nueva en el canal desde los 1.82 millones que atrajo Shadowhunters en enero de 2016. Expertos aseguraron que fue un buen debut considerando que la serie entera ya estaba disponible a través de numerosos servicios de streaming. En su primera semana, la serie completa fue vista por más de siete millones de personas por medio de dichos servicios.